# Senatori della IV legislatura della Repubblica Italiana
Questo elenco riporta i nomi dei senatori della IV legislatura della Repubblica Italiana dopo le elezioni politiche del 1963.

## Consistenza dei gruppi
| Gruppo                                         | Eletti | A vita | Totale |
| ---------------------------------------------- | ------ | ------ | ------ |
| Democrazia Cristiana (DC)                      | 132    | -      | 132    |
| Partito Comunista Italiano (PCI)               | 83     | -      | 83     |
| Partito Socialista Italiano (PSI)              | 44     | -      | 44     |
| Partito Liberale Italiano (PLI)                | 19     | -      | 19     |
| Movimento Sociale Italiano (MSI)               | 16     | -      | 16     |
| Partito Socialista Democratico Italiano (PSDI) | 14     | -      | 14     |
| Gruppo misto                                   | 7      | 6      | 13     |
| Totale                                         | 315    | 6      | 321    |

- Il prospetto indicato dal sito del Senato mostra come plenum dell'assemblea 317 senatori anziché 321 (2 senatori in meno per la DC, 1 per il PSI e 1 per l'MSI), escludendo: Amor Tartufoli (DC) e Giuseppe Femia (PSI), deceduti il giorno dell'inaugurazione della legislatura e surrogati il 25 giugno; Gaetano Fiorentino (eletto nel PDIUM e poi iscrittosi al gruppo MSI), proclamato il 25 giugno in seguito all'opzione di Achille Lauro per la Camera (Fiorentino, già proclamato eletto alla Camera, optò dunque per il Senato); Antonio Berlingieri (DC), erroneamente omesso dagli elenchi degli eletti per regione.
- Nel sito del Senato non è assegnato nessun gruppo parlamentare al senatore democristiano Martino Caroli.[2]
- Al gruppo DC aderirono i 129 senatori eletti in tale lista, nonché 3 dei 4 senatori eletti nella lista DC-PRI.
- Al gruppo PCI non aderì un senatore che aderì al gruppo misto.
- Al gruppo PLI aderirono i 18 senatori eletti in tale lista e un senatore eletto come indipendente cattolico.
- Al gruppo MSI aderirono i 14 senatori eletti in tale lista, il senatore eletto nella lista MSI-PDIUM e 1 dei 2 senatori eletti nel PDIUM.
- I 7 senatori di origine elettiva aderenti al gruppo misto erano così ripartiti: 1 PDIUM, 1 DC-PRI; 2 PPST, 1 USCS, 1 UV, 1 PCI.

## Composizione storica
| Nominativo                          | Regione               | Collegio                             | Gruppo (lista)  |
| ----------------------------------- | --------------------- | ------------------------------------ | --------------- |
| Gelasio Adamoli                     | Liguria               | Genova I                             | PCI             |
| Alessandro Agrimi                   | Puglia                | Lecce                                | DC              |
| Teodosio Aimoni                     | Lombardia             | Ostiglia                             | PCI             |
| Tommaso Ajroldi                     | Lombardia             | Rho                                  | DC              |
| Adelio Albarello                    | Veneto                | Verona I                             | PSI             |
| Giuseppe Alberti                    | Lazio                 | Viterbo                              | PSI             |
| Lea Alcidi Boccacci Rezza           | Lombardia             | Milano III                           | PLI             |
| Giuseppe Alessi                     | Sicilia               | Piazza Armerina                      | DC              |
| Pietro Amigoni                      | Lombardia             | Lecco                                | DC              |
| Bruno Amoletti                      | Lombardia             | Como                                 | PSI             |
| Ugo Angelilli                       | Lazio                 | Civitavecchia                        | DC              |
| Cesare Angelini                     | Toscana               | Lucca                                | DC              |
| Armando Angelini                    | Toscana               | Viareggio                            | DC              |
| Nicola Angelini                     | Puglia                | Bitonto                              | DC              |
| Luigi Angrisani                     | Campania              | Sala Consilina - Vallo della Lucania | PSDI            |
| Carlo Arnaudi                       | Lombardia             | Abbiategrasso                        | PSI             |
| Eugenio Artom                       | Toscana               | Firenze I                            | PLI             |
| Nicolò Asaro                        | Sicilia               | Caltanissetta                        | PSI             |
| Gioacchino Attaguile                | Sicilia               | Caltagirone                          | DC              |
| Walter Audisio                      | Piemonte              | Acqui Terme - Novi Ligure            | PCI             |
| Antonio Azara                       | Sardegna              | Tempio-Ozieri                        | DC              |
| Arialdo Banfi                       | Lombardia             | Rho                                  | PSI             |
| Leopoldo Baracco                    | Piemonte              | Asti                                 | DC              |
| Gaetano Barbareschi                 | Liguria               | Genova II                            | PSI             |
| Michele Barbaro                     | Calabria              | Reggio Calabria                      | MSI             |
| Anelito Barontini                   | Liguria               | La Spezia                            | PCI             |
| Ugo Bartesaghi                      | Lombardia             | Milano V                             | PCI             |
| Giuseppe Bartolomei                 | Toscana               | Montevarchi                          | DC              |
| Edoardo Battaglia                   | Sicilia               | Termini Imerese - Cefalù             | PLI             |
| Paolo Battino Vittorelli            | Basilicata            | Tricarico                            | PSI             |
| Emilio Battista                     | Lazio                 | Latina                               | DC              |
| Vincenzo Bellisario                 | Abruzzo e Molise      | Avezzano                             | DC              |
| Arnaldo Bera                        | Lombardia             | Cremona                              | PCI             |
| Giorgio Bergamasco                  | Lombardia             | Milano I                             | PLI             |
| Paolo Berlanda                      | Trentino-Alto Adige   | Trento                               | DC              |
| Antonio Berlingieri > omesso Senato | Calabria              | Rossano                              | DC              |
| Alessandro Bermani                  | Piemonte              | Novara                               | PSI             |
| Giovanni Bernardi                   | Toscana               | Massa-Carrara                        | PSI             |
| Marzio Bernardinetti                | Lazio                 | Rieti                                | DC              |
| Giovanni Bertoli                    | Campania              | Napoli V                             | PCI             |
| Giovanni Battista Bertone           | Piemonte              | Mondovì                              | DC              |
| Guido Bisori                        | Toscana               | Prato                                | DC              |
| Renato Bitossi                      | Toscana               | Firenze II                           | PCI             |
| Giorgio Bo                          | Liguria               | Chiavari                             | DC              |
| Carlo Boccassi                      | Piemonte              | Alessandria-Tortona                  | PCI             |
| Antonio Bolettieri                  | Basilicata            | Matera                               | DC              |
| Ercole Bonacina                     | Friuli-Venezia Giulia | Pordenone                            | PSI             |
| Ugo Bonafini                        | Lombardia             | Cantù                                | PSI             |
| Umberto Bonaldi                     | Lazio                 | Roma I                               | PLI             |
| Giacinto Bosco                      | Campania              | Piedimonte Matese - Sessa Aurunca    | DC              |
| Giacomo Bosso                       | Piemonte              | Torino Centro                        | PLI             |
| Giorgio Braccesi                    | Toscana               | Pistoia                              | DC              |
| Giovanni Brambilla                  | Lombardia             | Vigevano                             | PCI             |
| Paolo Bufalini                      | Lazio                 | Velletri                             | PCI             |
| Antonio Bussi                       | Piemonte              | Novara                               | DC              |
| Osvaldo Cagnasso                    | Piemonte              | Alba                                 | DC              |
| Guido Canziani                      | Lombardia             | Busto Arsizio                        | PSI             |
| Alfio Caponi                        | Umbria                | Città di Castello                    | PCI             |
| Enrico Carboni                      | Sardegna              | Oristano                             | DC              |
| Mario Carelli                       | Marche                | Macerata                             | DC              |
| Tullia Romagnoli Carettoni          | Lombardia             | Mantova                              | PSI             |
| Martino Caroli                      | Puglia                | Gallipoli-Galatina                   | DC              |
| Giuseppe Caron                      | Veneto                | Treviso                              | DC              |
| Olindo Carubia                      | Sicilia               | Agrigento                            | PCI             |
| Sebastiano Carucci                  | Puglia                | Martina Franca                       | PCI             |
| Antonio Caruso                      | Sicilia               | Catania II                           | PCI             |
| Cataldo Cassano                     | Emilia-Romagna        | Borgotaro-Salsomaggiore              | DC              |
| Antonio Cassese                     | Campania              | Eboli                                | PCI             |
| Vincenzo Cassini                    | Liguria               | Imperia                              | PSDI            |
| Francesco Cataldo                   | Sicilia               | Partinico-Monreale                   | PLI             |
| Pietro Cenini                       | Lombardia             | Chiari                               | DC              |
| Giulio Cerreti                      | Toscana               | Firenze III                          | PCI             |
| Stanislao Ceschi                    | Veneto                | Cittadella                           | DC              |
| Renato Chabod                       | Valle d'Aosta         | Aosta                                | Misto (UV)      |
| Alfonso Chiariello                  | Campania              | Napoli III                           | PLI             |
| Mario Cingolani                     | Umbria                | Perugia I                            | DC              |
| Nicolò Rosario Cipolla              | Sicilia               | Sciacca                              | PCI             |
| Arturo Raffaello Colombi            | Emilia-Romagna        | Carpi                                | PCI             |
| Angelo Compagnoni                   | Lazio                 | Frosinone                            | PCI             |
| Luigi Conte                         | Puglia                | Cerignola                            | PCI             |
| Alfredo Conti                       | Emilia-Romagna        | Piacenza                             | DC              |
| Dionigi Coppo                       | Piemonte              | Pinerolo                             | DC              |
| Guido Corbellini                    | Lombardia             | Vimercate                            | DC              |
| Giovanni Maria Cornaggia Medici     | Lombardia             | Monza                                | DC              |
| Antonio Cremisini                   | Campania              | Nocera Inferiore                     | MSI             |
| Luigi Crespellani                   | Sardegna              | Cagliari                             | DC              |
| Gabriele Criscuoli                  | Campania              | Sant'Angelo dei Lombardi             | DC              |
| Heros Cuzari                        | Sicilia               | Barcellona Pozzo di Gotto            | DC              |
| Andrea D'Andrea                     | Liguria               | Genova IV                            | PLI             |
| Ugo D'Andrea                        | Lazio                 | Roma II                              | PLI             |
| Francesco Paolo D'Angelosante       | Abruzzo e Molise      | Pescara                              | PCI             |
| Gastone Darè                        | Lombardia             | Ostiglia                             | PSI             |
| Pietro De Dominicis                 | Abruzzo e Molise      | Teramo                               | DC              |
| Angelo De Luca                      | Abruzzo e Molise      | Chieti                               | DC              |
| Luca De Luca                        | Calabria              | Catanzaro                            | PCI             |
| Luigi De Michele                    | Campania              | Santa Maria Capua Vetere - Aversa    | DC              |
| Guido De Unterrichter               | Trentino-Alto Adige   | Mezzolombardo                        | DC              |
| Giordano Dell'Amore                 | Lombardia             | Lodi                                 | DC              |
| Francesco Deriu                     | Sardegna              | Sassari                              | DC              |
| Giovanni D'Errico                   | Campania              | Castellamare di Stabia               | PLI             |
| Araldo di Crollalanza               | Puglia                | Bari                                 | MSI             |
| Alfio Di Grazia                     | Sicilia               | Catania I                            | DC              |
| Luigi Di Paolantonio                | Abruzzo e Molise      | Teramo                               | PCI             |
| Giuseppe Di Prisco                  | Veneto                | Verona Pianura                       | PSI             |
| Angelo Di Rocco                     | Sicilia               | Caltanissetta                        | DC              |
| Francesco Maria Dominedò            | Lazio                 | Tivoli                               | DC              |
| Guglielmo Donati                    | Emilia-Romagna        | Forlì-Faenza                         | DC (DC-PRI)     |
| Mario Fabiani                       | Toscana               | Prato                                | PCI             |
| Eolo Fabretti                       | Marche                | Jesi-Senigallia                      | PCI             |
| Cesare Augusto Fanelli              | Lazio                 | Frosinone                            | DC              |
| Ariella Farneti                     | Emilia-Romagna        | Cesena                               | PCI             |
| Giuseppe Femia                      | Calabria              | Reggio Calabria                      | PSI             |
| Giorgio Fenoaltea                   | Lazio                 | Rieti                                | PSI             |
| Francesco Ferrari                   | Puglia                | Tricase                              | DC              |
| Giacomo Ferrari                     | Emilia-Romagna        | Castelnovo ne' Monti - Sassuolo      | PCI             |
| Lando Ferretti                      | Lazio                 | Roma I                               | MSI             |
| Luigi Ferroni                       | Veneto                | Chioggia                             | PSI             |
| Umberto Fiore                       | Sicilia               | Siracusa                             | PCI             |
| Gaetano Fiorentino                  | Campania              | Napoli III                           | MSI (PDIUM)     |
| Arcangelo Florena                   | Sicilia               | Patti                                | DC              |
| Basilio Focaccia                    | Campania              | Sala Consilina - Vallo della Lucania | DC              |
| Renzo Forma                         | Piemonte              | Ivrea                                | DC              |
| Paolo Fortunati                     | Emilia-Romagna        | Bologna II                           | PCI             |
| Carlo Francavilla                   | Puglia                | Barletta-Trani                       | PCI             |
| Enea Franza                         | Campania              | Benevento - Ariano Irpino            | MSI             |
| Luigi Gaiani                        | Veneto                | Adria                                | PCI             |
| Giuseppe Garlato                    | Friuli-Venezia Giulia | Pordenone                            | DC              |
| Eugenio Gatto                       | Veneto                | Mirano                               | DC              |
| Simone Gatto                        | Sicilia               | Trapani                              | PSI             |
| Silvio Gava                         | Campania              | Castellamare di Stabia               | DC              |
| Giacinto Genco                      | Puglia                | Altamura                             | DC              |
| Giuseppe Antonio Giancane           | Puglia                | Taranto                              | PSI             |
| Giovanni Battista Gianquinto        | Veneto                | Venezia                              | PCI             |
| Camillo Giardina                    | Sicilia               | Termini Imerese - Cefalù             | DC              |
| Luigi Alberto Gigliotti             | Lazio                 | Roma III                             | PCI             |
| Carlo Giorgi                        | Emilia-Romagna        | Piacenza                             | PSI             |
| Giovanni Giraudo                    | Piemonte              | Cuneo - Saluzzo                      | DC              |
| Grazia Giuntoli                     | Puglia                | Cerignola                            | DC              |
| Mario Gomez d'Ayala                 | Campania              | Nola                                 | PCI             |
| Giuseppe Gramegna                   | Puglia                | Molfetta                             | PCI             |
| Giuseppe Granata                    | Sicilia               | Piazza Armerina                      | PCI             |
| Luciano Granzotto Basso             | Veneto                | Belluno                              | PSDI            |
| Luigi Grassi                        | Lombardia             | Milano II                            | PLI             |
| Carlo Grava                         | Veneto                | Vittorio Veneto - Montebelluna       | DC              |
| Ezio Gray                           | Lazio                 | Roma IV                              | MSI             |
| Luigi Grimaldi                      | Sicilia               | Enna                                 | MSI             |
| Giovanni Gronchi                    | A vita                | –                                    | Misto           |
| Michele Guanti                      | Basilicata            | Matera                               | PCI             |
| Luigi Gullo                         | Calabria              | Cosenza                              | PCI             |
| Vincenzo Indelli                    | Campania              | Eboli                                | DC              |
| Onofrio Jannuzzi                    | Puglia                | Molfetta                             | DC              |
| Angelo Raffaele Jervolino           | Campania              | Nola                                 | DC              |
| Generoso Jodice                     | Campania              | Santa Maria Capua Vetere - Aversa    | PSI             |
| Federico Kuntze                     | Puglia                | Foggia - San Severo                  | PCI             |
| Edgardo Lami Starnuti               | Lombardia             | Milano IV                            | PSDI            |
| Domenico Latanza                    | Puglia                | Taranto                              | MSI             |
| Antonio Lepore                      | Campania              | Cerreto Sannita                      | DC              |
| Alessandro Lessona                  | Toscana               | Firenze I                            | MSI             |
| Carlo Levi                          | Lazio                 | Civitavecchia                        | Misto (PCI)     |
| Dino Limoni                         | Veneto                | Verona Pianura                       | DC              |
| Barbaro Lo Giudice                  | Sicilia               | Catania II                           | DC              |
| Pietro Lombari                      | Campania              | Caserta                              | DC              |
| Angelo Lorenzi                      | Veneto                | Este                                 | DC              |
| Orlando Lucchi                      | Trentino-Alto Adige   | Rovereto                             | PSI             |
| Emilio Lussu                        | Sardegna              | Iglesias                             | PSI             |
| Domenico Macaggi                    | Liguria               | Genova III                           | PSI             |
| Antonino Maccarrone                 | Toscana               | Volterra                             | PCI             |
| Cino Macrelli                       | Emilia-Romagna        | Ravenna                              | Misto (DC-PRI)  |
| Terenzio Magliano                   | Piemonte              | Torino FIAT Aeritalia Ferriere       | PSDI            |
| Giuseppe Magliano                   | Abruzzo e Molise      | Larino                               | DC              |
| Giulio Maier                        | Toscana               | Firenze I                            | PSDI            |
| Mario Mammucari                     | Lazio                 | Tivoli                               | PCI             |
| Domenico Marchisio                  | Piemonte              | Vercelli                             | PCI             |
| Luigi Mariotti                      | Toscana               | Arezzo                               | PSI             |
| Gianfranco Maris                    | Lombardia             | Rho                                  | PCI             |
| Mario Martinelli                    | Lombardia             | Cantù                                | DC              |
| Mario Martinez                      | Sicilia               | Acireale                             | PSI             |
| Sergio Marullo di Condojanni        | Sicilia               | Alcamo                               | Misto (USCS)    |
| Perpetuo Bruno Massobrio            | Piemonte              | Torino FIAT Aeritalia Ferriere       | PLI             |
| Giuseppe Medici                     | Emilia-Romagna        | Cesena                               | DC (DC-PRI)     |
| Luciano Mencaraglia                 | Toscana               | Siena                                | PCI             |
| Umberto Merlin                      | Veneto                | Padova                               | DC              |
| Aristide Merloni                    | Marche                | Jesi-Senigallia                      | DC              |
| Cesare Merzagora                    | A vita                | –                                    | Misto           |
| Girolamo Messeri                    | Sicilia               | Partinico-Monreale                   | DC              |
| Pietro Micara                       | Lazio                 | Velletri                             | DC              |
| Vincenzo Milillo                    | Abruzzo e Molise      | Pescara                              | PSI             |
| Giuseppe Mario Militerni            | Calabria              | Castrovillari-Paola                  | DC              |
| Angiola Minella Molinari            | Liguria               | Genova II                            | PCI             |
| Dionisio Moltisanti                 | Sicilia               | Noto                                 | MSI             |
| Vincenzo Monaldi                    | Campania              | Napoli I                             | DC              |
| Alfredo Moneti                      | Toscana               | Arezzo                               | DC              |
| Francesco Paolo Mongelli            | Puglia                | Barletta-Trani                       | PSDI            |
| Antonio Monni                       | Sardegna              | Nuoro                                | DC              |
| Piero Montagnani                    | Lombardia             | Milano VI                            | PCI             |
| Lodovico Montini                    | Lombardia             | Brescia                              | DC              |
| Giorgio Morandi                     | Liguria               | La Spezia                            | DC              |
| Alessandro Morino                   | Lombardia             | Breno                                | PSDI            |
| Gerolamo Lino Moro                  | Veneto                | Conegliano-Oderzo                    | DC              |
| Leto Morvidi                        | Lazio                 | Viterbo                              | PCI             |
| Angelo Giacomo Mott                 | Trentino-Alto Adige   | Pergine Valsugana                    | DC              |
| Gastone Nencioni                    | Lombardia             | Milano II                            | MSI             |
| Giuliana Nenni                      | Emilia-Romagna        | Ferrara                              | PSI             |
| Michelangelo Nicoletti              | Campania              | Avellino                             | PLI (IC)        |
| Giorgio Oliva                       | Veneto                | Schio                                | DC              |
| Luigi Orlandi                       | Emilia-Romagna        | Bologna I                            | PCI             |
| Nicola Tommaso Pace                 | Abruzzo e Molise      | Lanciano-Vasto                       | MSI             |
| Donato Pafundi                      | Basilicata            | Potenza                              | DC              |
| Noè Pajetta                         | Lombardia             | Varese                               | DC              |
| Giuliano Pajetta                    | Emilia-Romagna        | Ferrara                              | PCI             |
| Mario Palermo                       | Campania              | Torre del Greco                      | PCI             |
| Vincenzo Palumbo                    | Lombardia             | Milano IV                            | PLI             |
| Giuseppe Papalia                    | Puglia                | Bari                                 | PSI             |
| Giuseppe Paratore                   | A vita                | –                                    | Misto           |
| Ferruccio Parri                     | A vita                | –                                    | Misto           |
| Michelangelo Pasquato               | Veneto                | Vicenza                              | PLI             |
| Pier Luigi Passoni                  | Piemonte              | Susa                                 | PSI             |
| Antonio Pecoraro                    | Sicilia               | Corleone-Bagheria                    | DC              |
| Guglielmo Pelizzo                   | Friuli-Venezia Giulia | Cividale del Friuli                  | DC              |
| Salvatore Pellegrino                | Campania              | Caserta                              | PCI             |
| Agostino Pennisi di Floristella     | Sicilia               | Acireale                             | DC              |
| Edoardo Perna                       | Lazio                 | Roma IV                              | PCI             |
| Vitantonio Perrino                  | Puglia                | Brindisi                             | DC              |
| Arturo Perugini                     | Calabria              | Nicastro                             | DC              |
| Antonio Pesenti                     | Toscana               | Pistoia                              | PCI             |
| Ignazio Petrone                     | Basilicata            | Melfi                                | PCI             |
| Cristoforo Pezzini                  | Lombardia             | Bergamo                              | DC              |
| Paride Piasenti                     | Veneto                | Verona I                             | DC              |
| Bonaventura Picardi                 | Basilicata            | Lagonegro                            | DC              |
| Luigi Picardo                       | Sicilia               | Caltanissetta                        | MSI             |
| Giacomo Picchiotti                  | Toscana               | Volterra                             | PSI             |
| Attilio Piccioni                    | Lazio                 | Viterbo                              | DC              |
| Gaspare Pignatelli                  | Puglia                | Martina Franca                       | DC              |
| Gavino Pinna                        | Sardegna              | Sassari                              | MSI (MSI-PDIUM) |
| Giorgio Piovano                     | Lombardia             | Voghera                              | PCI             |
| Luigi Pirastu                       | Sardegna              | Oristano                             | PCI             |
| Luigi Poet                          | Piemonte              | Pinerolo                             | PSI             |
| Salvatore Ponte                     | Sicilia               | Palermo II                           | Misto (PDIUM)   |
| Costantino Preziosi                 | Campania              | Avellino                             | PSI             |
| Vittorio Pugliese                   | Calabria              | Vibo Valentia                        | DC              |
| Antonio Pompeo Rendina              | Campania              | Santa Maria Capua Vetere - Aversa    | PCI             |
| Pier Carlo Restagno                 | Lazio                 | Sora-Cassino                         | DC              |
| Antonio Roasio                      | Piemonte              | Torino Dora Oltre Stura Collina      | PCI             |
| Giuseppe Roda                       | Lombardia             | Milano VI                            | PSI             |
| Mario Roffi                         | Emilia-Romagna        | Portomaggiore                        | PCI             |
| Riccardo Romano                     | Campania              | Salerno                              | PCI             |
| Enrico Roselli                      | Lombardia             | Breno                                | DC              |
| Cesare Rotta                        | Piemonte              | Pinerolo                             | PLI             |
| Giacinto Rovella                    | Piemonte              | Mondovì                              | PSDI            |
| Leopoldo Rubinacci                  | Campania              | Torre del Greco                      | DC              |
| Meuccio Ruini                       | A vita                | –                                    | Misto           |
| Luigi Russo                         | Puglia                | Monopoli                             | DC              |
| Giuseppe Salari                     | Umbria                | Foligno-Spoleto                      | DC              |
| Remo Salati                         | Emilia-Romagna        | Reggio Emilia                        | PCI             |
| Achille Salerni                     | Calabria              | Castrovillari-Paola                  | PSI             |
| Agide Samaritani                    | Emilia-Romagna        | Ravenna                              | PCI             |
| Emanuele Samek Lodovici             | Lombardia             | Abbiategrasso                        | DC              |
| Luis Sand                           | Trentino-Alto Adige   | Bolzano                              | Misto (PPST)    |
| Ezio Santarelli                     | Marche                | Fermo                                | PCI             |
| Natale Santero                      | Lombardia             | Busto Arsizio                        | DC              |
| Johann Paul Saxl                    | Trentino-Alto Adige   | Bressanone                           | Misto (PPST)    |
| Armando Scarpino                    | Calabria              | Nicastro                             | PCI             |
| Fernando Schiavetti                 | Marche                | Jesi-Senigallia                      | PSI             |
| Domenico Schiavone                  | Basilicata            | Tricarico                            | DC              |
| Dante Schietroma                    | Lazio                 | Frosinone                            | PSDI            |
| Mauro Scoccimarro                   | Veneto                | Chioggia                             | PCI             |
| Francesco Scotti                    | Lombardia             | Lodi                                 | PCI             |
| Pietro Secchia                      | Piemonte              | Biella                               | PCI             |
| Emilio Secci                        | Umbria                | Terni                                | PCI             |
| Aristide Sellitti                   | Campania              | Nocera Inferiore                     | PSI             |
| Giuseppe Maria Sibille              | Piemonte              | Susa                                 | DC              |
| Bruno Simonucci                     | Umbria                | Perugia II                           | PCI             |
| Giovanni Spagnolli                  | Trentino-Alto Adige   | Rovereto                             | DC              |
| Velio Spano                         | Sardegna              | Iglesias                             | PCI             |
| Tommaso Spasari                     | Calabria              | Catanzaro                            | DC              |
| Giuseppe Spataro                    | Abruzzo e Molise      | Lanciano-Vasto                       | DC              |
| Francesco Spezzano                  | Calabria              | Crotone                              | PCI             |
| Alberto Spigaroli                   | Emilia-Romagna        | Fiorenzuola d'Arda - Fidenza         | DC              |
| Francesco Stefanelli                | Puglia                | Altamura                             | PCI             |
| Luciano Fabio Stirati               | Umbria                | Città di Castello                    | PSI             |
| Amor Tartufoli                      | Marche                | Ascoli Piceno                        | DC              |
| Franco Tedeschi                     | Emilia-Romagna        | Portomaggiore                        | PSDI            |
| Umberto Terracini                   | Toscana               | Livorno                              | PCI             |
| Tiziano Tessitori                   | Friuli-Venezia Giulia | Udine                                | DC              |
| Ettore Tibaldi                      | Piemonte              | Verbano-Cusio-Ossola                 | PSI             |
| Romolo Tiberi                       | Umbria                | Orvieto                              | DC              |
| Giusto Tolloy                       | Veneto                | San Donà di Piave                    | PSI             |
| Angelo Tomassini                    | Lazio                 | Latina                               | PSI             |
| Evio Tomasucci                      | Marche                | Urbino                               | PCI             |
| Carlo Torelli                       | Piemonte              | Verbano-Cusio-Ossola                 | DC              |
| Giuseppe Tortora                    | Emilia-Romagna        | Portomaggiore                        | PSI             |
| Giuseppe Trabucchi                  | Veneto                | Verona Collina                       | DC              |
| Filippo Traina                      | Sicilia               | Ragusa                               | PCI             |
| Attilio Trebbi                      | Emilia-Romagna        | Modena                               | PCI             |
| Vincenzo Michele Trimarchi          | Sicilia               | Messina                              | PLI             |
| Umberto Tupini                      | Marche                | Fermo                                | DC              |
| Daniele Turani                      | Lombardia             | Treviglio                            | DC              |
| Franz Turchi                        | Lazio                 | Roma V                               | MSI             |
| Nicola Vaccaro                      | Toscana               | Montevarchi                          | PCI             |
| Ferdinando Vacchetta                | Piemonte              | Susa                                 | PCI             |
| Maurizio Valenzi                    | Campania              | Napoli VI                            | PCI             |
| Ettore Vallauri                     | Friuli-Venezia Giulia | Gorizia                              | DC              |
| Giustino Valmarana                  | Veneto                | Bassano del Grappa                   | DC              |
| Athos Valsecchi                     | Lombardia             | Como                                 | DC              |
| Pasquale Valsecchi                  | Lombardia             | Sondrio                              | DC              |
| Franco Varaldo                      | Liguria               | Savona                               | DC              |
| Attilio Venudo                      | Veneto                | San Donà di Piave                    | DC              |
| Pietro Ludovico Vergani             | Lombardia             | Pavia                                | PCI             |
| Enzo Veronesi                       | Emilia-Romagna        | Bologna I                            | PLI             |
| Vittorio Vidali                     | Friuli-Venezia Giulia | Trieste II                           | PCI             |
| Italo Viglianesi                    | Lombardia             | Milano III                           | PSDI            |
| Raoul Zaccari                       | Liguria               | Imperia                              | DC              |
| Leopoldo Zagami                     | Sicilia               | Messina                              | PSDI            |
| Giuseppe Zampieri                   | Veneto                | Vicenza                              | DC              |
| Ernesto Zanardi                     | Lombardia             | Mantova                              | PCI             |
| Francesco Zane                      | Lombardia             | Salò                                 | DC              |
| Attilio Zannier                     | Friuli-Venezia Giulia | Tolmezzo                             | PSDI            |
| Gino Zannini                        | Emilia-Romagna        | Rimini                               | DC (DC-PRI)     |
| Umberto Zanotti Bianco              | A vita                | –                                    | Misto           |
| Ennio Zelioli Lanzini               | Lombardia             | Crema                                | DC              |
| Giovanni Zonca                      | Lombardia             | Clusone                              | DC              |

## Senatori proclamati eletti ad inizio legislatura
Di seguito i senatori proclamati eletti in surrogazione dei candidati plurieletti optanti per la Camera dei deputati.
| Surrogato            | Surrogante           | Lista | Circoscrizione |
| -------------------- | -------------------- | ----- | -------------- |
| Nicola Pagliarani    | Giacomo Ferrari      | PCI   | Emilia-Romagna |
| Veraldo Vespignani   | Ariella Farneti      | PCI   | Emilia-Romagna |
| Alberto Guidi        | Emilio Secci         | PCI   | Umbria         |
| Giuseppe Angelini    | Ezio Santarelli      | PCI   | Marche         |
| Arturo Michelini     | Ezio Gray            | MSI   | Lazio          |
| Achille Lauro        | Gaetano Fiorentino   | PDIUM | Campania       |
| Luciana Viviani      | Salvatore Pellegrino | PCI   | Campania       |
| Michele Magno        | Federico Kuntze      | PCI   | Puglia         |
| Giambattista Fanales | Olindo Carubia       | PCI   | Sicilia        |

1. ↑  Già eletto alla Camera, optò per il Senato

## Modifiche intervenute

### Modifiche intervenute nella composizione dell'assemblea
| Uscente                         | Entrante                  | Lista  | Circoscrizione      | Data cessazione | Data subentro |
| ------------------------------- | ------------------------- | ------ | ------------------- | --------------- | ------------- |
| Amor Tartufoli                  | Giovanni Venturi          | DC     | Marche              | 11.05.1963      | 25.06.1963    |
| Giuseppe Femia                  | Vincenzo Morabito         | PSI    | Calabria            | 16.05.1963      | 25.06.1963    |
| Angelo Giacomo Mott             | Luigi Candido Rosati      | DC     | Trentino-Alto Adige | 18.07.1963      | 17.09.1963    |
| Agostino Pennisi di Floristella | Giuseppe Molinari         | DC     | Sicilia             | 19.08.1963      | 17.09.1963    |
| Cino Macrelli                   | Mario Baldini             | DC-PRI | Emilia-Romagna      | 25.08.1963      | 17.09.1963    |
| Pietro Amigoni                  | Giovanni Lombardi         | DC     | Lombardia           | 28.08.1963      | 17.09.1963    |
| Gaetano Barbareschi             | Agostino Bronzi           | PSI    | Liguria             | 05.10.1963      | 10.10.1963    |
| Giordano Dell'Amore             | Leonello Zenti            | DC     | Lombardia           | 17.10.1963      | 23.10.1963    |
| Attilio Venudo                  | Pietro Vecellio           | DC     | Veneto              | 30.12.1963      | 22.01.1964    |
| Andrea D'Andrea                 | Giuseppe Rovere           | PLI    | Liguria             | 16.02.1964      | 26.02.1964    |
| Nicola Vaccaro                  | Astolfo Moretti           | PCI    | Toscana             | 16.02.1964      | 26.02.1964    |
| Bruno Amoletti                  | Pietro Caleffi            | PSI    | Lombardia           | 10.03.1964      | 12.03.1964    |
| Dionisio Moltisanti             | Giuseppe Maggio           | MSI    | Sicilia             | 08.04.1964      | 15.04.1964    |
| Daniele Turani                  | Giovanni Celasco          | DC     | Lombardia           | 25.04.1964      | 13.05.1964    |
| Umberto Merlin                  | Antonio Cittante          | DC     | Veneto              | 22.05.1964      | 27.05.1964    |
| Velio Spano                     | Luigi Polano              | PCI    | Sardegna            | 07.10.1964      | 21.10.1964    |
| Francesco Maria Dominedò        | Antonio Bonadies          | DC     | Lazio               | 26.10.1964      | 10.11.1964    |
| Giuseppe Papalia                | Angelo Custode Masciale   | PSI    | Puglia              | 24.11.1964      | 02.12.1964    |
| Enrico Roselli                  | Dante Bettoni             | DC     | Lombardia           | 14.12.1964      | 16.12.1964    |
| Michele Barbaro                 | Michele Basile            | MSI    | Calabria            | 03.02.1965      | 11.02.1965    |
| Vittorio Pugliese               | Filippo Murdaca           | DC     | Calabria            | 13.06.1965      | 23.06.1965    |
| Noè Pajetta                     | Pietro Ferreri            | DC     | Lombardia           | 01.01.1966      | 20.01.1966    |
| Leopoldo Baracco                | Ermenegildo Bertola       | DC     | Piemonte            | 13.01.1966      | 20.01.1966    |
| Vincenzo Milillo                | Giuseppe Borrelli         | PSI    | Abruzzo e Molise    | 07.11.1966      | 11.11.1966    |
| Pier Carlo Restagno             | Amedeo Murgia             | DC     | Lazio               | 11.11.1966      | 16.11.1966    |
| Nicola Angelini                 | Mauro Pennacchio          | DC     | Puglia              | 12.11.1966      | 16.11.1966    |
| Giacomo Picchiotti              | Angelo Giorgetti          | PSI    | Toscana             | 19.11.1966      | 24.11.1966    |
| Michelangelo Pasquato           | Enoch Peserico            | PLI    | Veneto              | 21.12.1966      | 19.01.1967    |
| Carlo Grava                     | Primo Guarnieri           | DC     | Veneto              | 10.01.1967      | 19.01.1967    |
| Antonio Azara                   | Enrico Sailis             | DC     | Sardegna            | 20.02.1967      | 23.02.1967    |
| Giuseppe Mario Militerni        | Silvio Bernardo           | DC     | Calabria            | 26.03.1967      | 06.04.1967    |
| Luigi Crespellani               | –                         | DC     | Sardegna            | 15.04.1967      | –             |
| Giacinto Rovella                | Mario Actis Perinetti     | PSDI   | Piemonte            | 23.05.1967      | 31.05.1967    |
| Luciano Granzotto Basso         | Walter Garavelli          | PSDI   | Veneto              | 25.07.1967      | 21.09.1967    |
| Luigi Grassi                    | Antonio Coppi             | PLI    | Lombardia           | 15.12.1967      | 19.12.1967    |
| Enrico Sailis                   | –                         | DC     | Sardegna            | 16.12.1967      | –             |
| Vincenzo Michele Trimarchi      | Stefano Germanò           | PLI    | Sicilia             | 21.12.1967      | 21.12.1967    |
| Giuseppe Borrelli               | Ubaldo Lopardi            | PSI    | Abruzzo e Molise    | 06.02.1968      | 08.02.1968    |
| Enzo Veronesi                   | Fernando Colombi Guidotti | PLI    | Emilia-Romagna      | 28.02.1968      | 07.03.1968    |
| Antonio Berlingieri             | –                         | DC     | Calabria            | 01.03.1968      | –             |
| Armando Angelini                | –                         | DC     | Toscana             | 17.04.1968      | –             |
| Edgardo Lami Starnuti           | –                         | PSDI   | Lombardia           | 04.05.1968      | –             |

### Modifiche intervenute nella composizione dei senatori a vita
| Senatore               | Data inizio | Data fine  |
| ---------------------- | ----------- | ---------- |
| Umberto Zanotti Bianco | 17.09.1952  | 28.08.1963 |
| Giuseppe Paratore      | 09.11.1957  | 26.02.1967 |
| Antonio Segni          | 06.12.1964  | 01.12.1972 |
| Vittorio Valletta      | 28.11.1966  | 10.08.1967 |
| Eugenio Montale        | 13.06.1967  | 12.09.1981 |
| Giovanni Leone         | 27.08.1967  | 23.12.1971 |

### Modifiche intervenute nella composizione dei gruppi

#### Democrazia Cristiana
- In data 17.09.1963 la consistenza del gruppo aumenta di un'unità per effetto dell'adesione di Mario Baldini, subentrato a Cino Macrelli già appartenente al gruppo misto.
- In data 06.12.1964 aderisce al gruppo Antonio Segni, divenuto senatore a vita.
- In data 22.09.1967 aderisce al gruppo Giovanni Leone, divenuto senatore a vita.

#### Partito Comunista Italiano
- In data 20.09.1966 lascia il gruppo Luca De Luca, che aderisce al gruppo misto.
- In data 26.07.1967 lascia il gruppo Domenico Marchisio, che aderisce al gruppo PSI-PSDI Unificati.

#### Partito Socialista Italiano
- In data 12.03.1964 lasciano il gruppo Adelio Albarello, Giuseppe Di Prisco, Emilio Lussu, Vincenzo Milillo, Pier Luigi Passoni, Giuseppe Roda, Fernando Schiavetti e Angelo Tomassini, che aderiscono al gruppo misto.
- In data 18.03.1964 lascia il gruppo Costantino Preziosi, che aderisce al gruppo misto.
- In data 20.07.1964 lasciano il gruppo Giacomo Picchiotti ed Ettore Tibaldi, che aderiscono al gruppo PSIUP.
- In data 24.11.1964 la consistenza del gruppo diminuisce di un'unità: Angelo Custode Masciale (subentrato a Giuseppe Papalia) aderisce al gruppo PSIUP.
- In data 08.11.1966 lasciano il gruppo Simone Gatto e Tullia Romagnoli Carettoni, che aderiscono al gruppo misto.
- In data 11.11.1966 il gruppo assume la denominazione di PSI-PSDI Unificati.

#### Partito Liberale Italiano
- Nessuna modifica intervenuta.

#### Movimento Sociale Italiano
- In data 18.07.1963 aderisce al gruppo Salvatore Ponte, proveniente dal gruppo misto.

#### Partito Socialista Democratico Italiano
- Il gruppo si scioglie in data 11.11.1966 per dar luogo al gruppo PSI-PSDI Unificati.

#### PSI-PSDI Unificati
- Il gruppo si costituisce in data 11.11.1966.
- In data 15.11.1966 la consistenza del gruppo aumenta di un'unità per effetto dell'adesione di Giuseppe Borrelli, subentrato a Vincenzo Milillo già appartenente al gruppo PSIUP.
- In data 24.11.1966 la consistenza del gruppo aumenta di un'unità per effetto dell'adesione di Angelo Giorgetti, subentrato a Giacomo Picchiotti già appartenente al gruppo PSIUP.
- In data 26.07.1967 aderisce al gruppo Domenico Marchisio, proveniente dal gruppo PCI.

#### Partito Socialista Italiano di Unità Proletaria
- Il gruppo si costituisce in data 10.04.1964. Ad esso aderiscono Adelio Albarello, Giuseppe Di Prisco, Emilio Lussu, Sergio Marullo di Condojanni, Vincenzo Milillo, Pier Luigi Passoni, Costantino Preziosi, Giuseppe Roda, Fernando Schiavetti e Angelo Tomassini, provenienti dal gruppo misto.[5]
- In data 12.05.1964 lascia il gruppo Sergio Marullo di Condojanni, che aderisce al gruppo misto.
- In data 20.07.1964 aderiscono al gruppo Giacomo Picchiotti ed Ettore Tibaldi, provenienti dal gruppo PSI.
- In data 02.12.1964 la consistenza del gruppo aumenta di un'unità per effetto dell'adesione di Angelo Custode Masciale, subentrato a Giuseppe Papalia già appartenente al gruppo PSI.
- In data 07.11.1966 la consistenza del gruppo diminuisce di un'unità: Giuseppe Borrelli (subentrato a Vincenzo Milillo) aderisce al gruppo PSI-PSDI.
- In data 19.11.1966 la consistenza del gruppo diminuisce di un'unità: Angelo Giorgetti (subentrato a Giacomo Picchiotti) aderisce al gruppo PSI-PSDI.

#### Gruppo misto
- In data 18.07.1963 lascia il gruppo Salvatore Ponte, che aderisce al gruppo MSI.
- In data 25.08.1963 la consistenza del gruppo diminuisce di un'unità: Mario Baldini (subentrato a Cino Macrelli) aderisce al gruppo DC.
- In data 28.08.1963 lascia il gruppo Umberto Zanotti Bianco, deceduto.
- In data 12.03.1964 aderiscono al gruppo Adelio Albarello, Giuseppe Di Prisco, Emilio Lussu, Vincenzo Milillo, Pier Luigi Passoni, Giuseppe Roda, Fernando Schiavetti e Angelo Tomassini, provenienti dal gruppo PSI.
- In data 18.03.1964 aderisce al gruppo Costantino Preziosi, proveniente dal gruppo PSI.
- In data 10.04.1964 lasciano il gruppo Adelio Albarello, Giuseppe Di Prisco, Emilio Lussu, Sergio Marullo di Condojanni, Vincenzo Milillo, Pier Luigi Passoni, Costantino Preziosi, Giuseppe Roda, Fernando Schiavetti e Angelo Tomassini, che costituiscono il gruppo PSIUP.[5]
- In data 12.05.1964 aderisce al gruppo Sergio Marullo di Condojanni, proveniente dal gruppo PSIUP.
- In data 20.09.1966 aderisce al gruppo Luca De Luca, proveniente dal gruppo PCI.
- In data 08.11.1966 aderiscono al gruppo Simone Gatto e Tullia Romagnoli Carettoni, provenienti dal gruppo PSI.
- In data 28.11.1966 aderisce al gruppo Vittorio Valletta, divenuto senatore a vita.
- In data 26.02.1967 lascia il gruppo Giuseppe Paratore, deceduto.
- In data 27.06.1967 aderisce al gruppo Eugenio Montale, divenuto senatore a vita.
- In data 10.08.1967 lascia il gruppo Vittorio Valletta, deceduto.